# Републикански път III-4003
Републикански път IIІ-4003 е третокласен път, част от Републиканската пътна мрежа на България, преминаващ изцяло по територията на Ловешка област, Община Ловеч. Дължината му е 10,4 km.
Пътят се отклонява наляво при 64,4 km на Републикански път I-4 северно от село Малиново и се насочва на север, а след това на северозапад през най-югоизточната част на Ловчанските височини. Минава през село Прелом и на 4,8 km северно от него се свързва с Републикански път III-401 при неговия 41,2 km.
| Пътища, отклоняващи се надясно (населено място, № на пътя, посока на пътя) | km   | Пътища, отклоняващи се наляво (посока на пътя, № на пътя, населено място) |
| -------------------------------------------------------------------------- | ---- | ------------------------------------------------------------------------- |
| Община Ловеч, I-4, 64,4 km ←                                               | 0,0  | ← 64,4 km, I-4, Община Ловеч                                              |
| с. Прелом                                                                  | 5,6  | с. Прелом                                                                 |
| (до 5,4 km на III-403) III-401, 41,2 km ←                                  | 10,4 | ← 41,2 km, III-401 (от 33,5 km на I-4)                                    |